# Shaun Keeling
Shaun Keeling (* 21. Januar 1987 in Krugersdorp) ist ein südafrikanischer Ruderer.

## Sportliche Karriere
Keeling begann 2001 mit dem Rudersport. 2004 nahm er im Doppelzweier an den Junioren-Weltmeisterschaften teil und belegte den 19. Platz, 2005 kam er auf den 16. Platz im Einer. 2006 erreichte er mit dem Vierer ohne Steuermann den achten Platz bei den U23-Weltmeisterschaften, 2007 belegte er den zwölften Platz im Einer. 
2008 bildete Keeling einen Zweier ohne Steuermann mit Ramon di Clemente und ruderte im Weltcup in Posen auf den dritten Platz. Bei den Olympischen Spielen 2008 erreichten die beiden den fünften Platz. 2009 belegten Keeling und di Clemente den sechsten Platz bei den Weltmeisterschaften. Zwei Jahre später ruderte Keeling im Vierer ohne Steuermann auf den 15. Platz bei den Weltmeisterschaften 2011. 2012 versuchten Lawrence Brittain und Shaun Keeling sich in Luzern für den olympischen Wettbewerb im Zweier ohne Steuermann zu qualifizieren, die Südafrikaner belegten den vierten Platz, nur die ersten beiden Boote waren für London qualifiziert.
2013 belegten Brittain und Keeling den achten Platz bei den Weltmeisterschaften. 2014 rückte Vincent Breet zu Keeling in den Zweier, die beiden gewannen die Bronzemedaille bei den Weltmeisterschaften in Amsterdam hinter den Neuseeländern und den Briten. 2015 ruderte David Hunt mit Keeling im Zweier, mit einem siebten Platz bei den Weltmeisterschaften erreichten die beiden die direkte Olympiaqualifikation für einen südafrikanischen Zweier. Für die olympische Regatta nominiert wurden 2016 Shaun Keeling und Lawrence Brittain, die beiden gewannen die Silbermedaille mit fast drei Sekunden Rückstand auf Hamish Bond und Eric Murray.